# Tacoma, Washington
Tacoma là thành phố cảng, thủ phủ của quận Pierce, tiểu bang Washington, Hoa Kỳ. Thành phố tọa lạc bên Puget Sound Washington, 32 dặm (51 km) về phía tây nam của Seattle, cự ly 31 dặm (50 km) về phía đông bắc của thủ phủ tiểu bang, Olympia và 58 dặm (93 km) về phía tây bắc của vườn quốc gia Mount Rainier. Dân số là 193.556 người theo điều tra dân số năm 2000, trong khi Cục điều tra dân số ước tính dân số ở 199.638 người trong năm 2009. Tacoma là thành phố lớn thứ hai ở khu vực Puget Sound và lớn thứ ba trong tiểu bang.
Tacoma được đặt tên của theo núi Rainier gần đó, ban đầu được gọi là núi Tacoma hoặc Tahoma. Nó được gọi là "Thành phố định mệnh" bởi vì khu vực này đã được lựa chọn là ga cuối phía tây của tuyến đường sắt Bắc Thái Bình Dương trong cuối thế kỷ 19. Quyết định xây tuyến đường sắt đã chịu ảnh hưởng của Commencement Bay láng giềng. Bằng cách Chữ đậmkết nối các vịnh với tuyến đường sắt, khẩu hiệu của Tacoma đã trở thành "Khi đường sắt gặp cánh buồm." Ngày nay, Commencement Bay là Cảng Tacoma, một trung tâm thương mại quốc tế ở bờ biển Thái Bình Dương.